# Tom Haenen
Tom Haenen (Amsterdam, 7 mei 1944 – Las Palmas de Gran Canaria, 12 maart 2024) was een Nederlands bas.
Hij was zoon van een onderwijzer annex wiskundige en hoofd van het Gemeentelijk Pedagogisch Centrum in Den Haag. Moeder had pleinvrees, aldus jongere broer Paul Haenen. Ze groeiden met een derde broer op aan de Jan van Galenstraat, Amsterdam-West.. Hijzelf was enige tijd getrouwd met zangeres Anne van Lom, in die jaren bekend als Anne Haenen, later als Anne Woodward. Na een echtscheiding trouwde Tom met Charo Villalobos de Paiz.
Aansluitend op zijn conservatoriumopleiding bij Jan Keizer stond hij al op de planken. In 1971 volgde hij nog een cursus als afgestudeerde aan het conservatorium bij Jochem Slothouwer en Johannes den Hertog. De eerste vermelding van zijn naam, was tijdens een uitvoering van het Nederlands Danstheater in de Tilburgse Stadsschouwburg; hij zong toen in het kader van het Holland Festival in De zeven hoofdzonden van Berthold Brecht en Kurt Weill.  Zijn operadebuut vond plaats op 2 oktober 1968 in de Stadsschouwburg in het gezelschap van de Nederlandse Operastichting. Een jaar later zong hij de rollen Samuel en Don Alfonso in Cosi fan tutte in Opera-Studio (een soort operaklas); plaats van handeling was het Circustheater in Scheveningen.  Hij verbond zich jarenlang aan de gezelschappen van De Nederlandse Operastichting en de daaruitvoortkomende De Nederlande Opera. Zo zong hij samen met bijvoorbeeld Christina Deutekom en Annett Andriesen. Hij zou uiteindelijk meer dan 100 producties zingen, waaronder opera’s uit het standaard repertoire maar ook uit de eigentijdse klassieke muziek. Zo zong hij bijvoorbeeld in werken van Philip Glass, Bruno Maderna, Hans Henkemans en Péter Eötvös. Niet alleen de eerder genoemde gezelschappen maakten van zijn diensten gebruik, ook vervulde hij gastrollen bij Opera Forum annex Nationale Reisopera en concertuitvoeringen van opera’s bij de omroeporkesten.
Een van zijn hoogtepunten was zijn optreden in een programma van het Concertgebouworkest gewijd aan componist Maurice Ravel. Onder dirigent Bernard Haitink zong Haenen mee in een concertuitvoering van L'Enfant et les sortilèges in een programma met Alborada del gracioso en de balletmuziek van Ma Mère l'Oye. Uitvoeringen vonden plaats op 17, 18 en 19 september 1975. Haenen zou “slechts” veertien keer in contact komen met het Concertgebouworkest. In 1970 zong hij in Pelléas et Mélisande van Claude Debussy onder leiding van Jean Fournet (vijf keer), in 1975 in Ravel en in 1978 in Tannhäuser onder leiding van Edo de Waart (zes keer).
Zijn actieve carrière liep van circa 1968 tot 2013. 